# Võros
 (juin 2020).
Si vous disposez d'ouvrages ou d'articles de référence ou si vous connaissez des sites web de qualité traitant du thème abordé ici, merci de compléter l'article en donnant les références utiles à sa vérifiabilité et en les liant à la section « Notes et références ».
Cet article concerne le peuple võro. Pour la langue võro, voir Võro. Pour les autres significations, voir Voro.
Les Võros (võrokõsõq en võro) sont un peuple de langue finno-ougrienne habitant dans le sud de l'Estonie dans les comtés de Võru et de Põlva.
Traditionnellement Luthériens, ils sont proches des Estoniens et sont au nombre de 50 000 à 70 000.

## Langue
Le võro est une langue fennique apparentée à l'estonien.